# Молочай густоватый
Молочай густоватый (лат. Euphorbia densiuscula) — вид двудольных растений рода Молочай (Euphorbia) семейства Молочайные (Euphorbiaceae). Растение впервые описано российским ботаником Михаилом Григорьевичем Поповым в 1923 году.
Синонимичное название — Tithymalus densiusculus (Popov) Prokh..

## Распространение, описание
Эндемик Узбекистана.
Листья простые, без членения. Соцветие — зонтик, несёт цветки жёлтого цвета. Плод — коробочка либо многоорешек[прояснить]. Ядовито.

## Замечания по охране
Включён в Красную книгу Узбекистана.